# Parkesia
Parkesia Sangster, 2008 è un piccolo genere della famiglia dei Parulidi che comprende due specie di tordo acquaiolo. Il genere è stato scorporato da Seiurus, nel quale precedentemente venivano classificate tutte e tre le specie di tordo acquaiolo. Dopo una recente revisione tassonomica, nel genere Seiurus (divenuto così monotipico) è rimasto il solo tordo acquaiolo fornaio.

## Specie
- Parkesia motacilla (Vieillot, 1809) - tordo acquaiolo della Louisiana;
- Parkesia noveboracensis (J. F. Gmelin, 1789) - tordo acquaiolo settentrionale.